# Behnam Shiri Jabilou
Behnam Shiri Jabilou, kurz Behnam Shiri (persisch بهنام شیری; * 21. März 1993 in Ardabil), ist ein iranischer Leichtathlet, der sich auf den Diskuswurf spezialisiert hat.

## Sportliche Laufbahn
Erste internationale Erfahrungen sammelte Behnam Shiri bei den Juniorenasienmeisterschaften 2012 in Colombo, bei denen er mit 55,72 m die Bronzemedaille gewann. Damit qualifizierte er sich für die Juniorenweltmeisterschaften in Barcelona, bei denen er im Finale keinen gültigen Versuch zustande brachte. 2018 nahm er erstmals an den Asienspielen in Jakarta teil und belegte dort mit 58,09 m den vierten Platz. Im Jahr darauf gewann er mit 60,89 m die Silbermedaille bei den Asienmeisterschaften in Doha hinter seinem Landsmann Ehsan Hadadi. 2025 belegte er bei den Asienmeisterschaften in Gumi mit 56,77 m den achten Platz.
2025 wurde Shiri iranischer Meister im Diskuswurf.